# Jean Miramond
Pour les articles homonymes, voir Miramond.
Jean Miramond est un footballeur français né le 7 mai 1922 à Cette (aujourd'hui Sète) et mort le 23 avril 2003 à Saint-Jeannet. Il est attaquant.